# Wacław Chrzanowski
Wacław Chrzanowski (ur. 28 listopada 1901 w Sosnowcu, zm. 19 marca 1942 w Berlinie) – polski nauczyciel, współzałożyciel konspiracyjnej organizacji „Płomień”.

## Życiorys
Był synem Alfreda i Marii z domu Lukas, miał pięcioro rodzeństwa. Maturę zdał w Królewskiej Hucie. Następnie edukował się w seminarium nauczycielskim w Sosnowcu oraz Wyższym Studium Handlowym w Krakowie. Uczestniczył w I powstaniu śląskim na terenie Szopienic, Siemianowic Śląskich i Hajduk Wielkich. Był urzędnikiem w fabryce Giesche, następnie odbywał praktykę w Berlinie. Pracę nauczyciela rozpoczął w Szkole Kupiecko-Handlowej w Katowicach.
W 1933 roku w Pilicy utworzył szkołę handlową. Z uwagi na niezadowalające warunki lokalowe rok później szkoła została przeniesiona do Zawiercia. W tej szkole pełnił funkcję dyrektora, uczył także geografii, języka angielskiego, niemieckiego i księgowości. Prywatnie interesował się geografią, znał pięć języków obcych (francuski, angielski, rosyjski, niemiecki, esperanto), należał do Polskiego Towarzystwa Esperantystów. Latem 1939 roku ożenił się z Marianną Chmurską, z którą miał córkę Ewę (ur. 30 sierpnia 1940).
Po rozpoczęciu II wojny światowej, w październiku 1939 roku uzyskał zgodę Niemców na wznowienie działalności swojej szkoły, czyniąc ją jedyną funkcjonującą w okresie okupacji szkołą średnią w Zawierciu. W latach 1939–1940 angażował się w działalność charytatywną, prowadził tajne nauczanie, a w listopadzie 1939 roku współtworzył organizację konspiracyjną „Płomień”, zostając także jej kierownikiem i redaktorem naczelnym wydawanej przez nią gazetki. 1 września 1940 roku został aresztowany przez Gestapo. Źródła jako przyczynę aresztu podają bądź to przejęcie przez Gestapo jednej z ulotek „Płomienia” wzywających zawiercian do zaniechanie wyjścia 1 września na ulice, bądź to donos kobiet obrażonych na to, że Chrzanowski zwrócił im uwagę na zbyt głośne zachowane. Po aresztowaniu Chrzanowski był więziony w Zawierciu, Lublińcu i Opolu, a od 22 grudnia 1941 roku w Berlinie. Wyrokiem Trybunału Ludowego w Berlinie 6 stycznia 1942 roku został za zdradę stanu skazany na karę śmierci. Wyrok wykonano w więzieniu Plötzensee poprzez ścięcie gilotyną 19 marca 1942 roku, razem z innymi członkami „Płomienia”.

## Upamiętnienie
8 lipca 1991 roku Rada Miejska w Zawierciu podjęła uchwałę o nadaniu jego imieniem nazwy ulicy znajdującej się w dzielnicy Warty.